# Apel·les Fenosa
Apel·les Fenosa i Florensa (Barcelona, 16 de mayo de 1899-París, 25 de marzo de 1988), fue un escultor español.
Inició sus estudios en una escuela municipal de Barcelona y trabajó en el taller del escultor Enrique Casanovas.

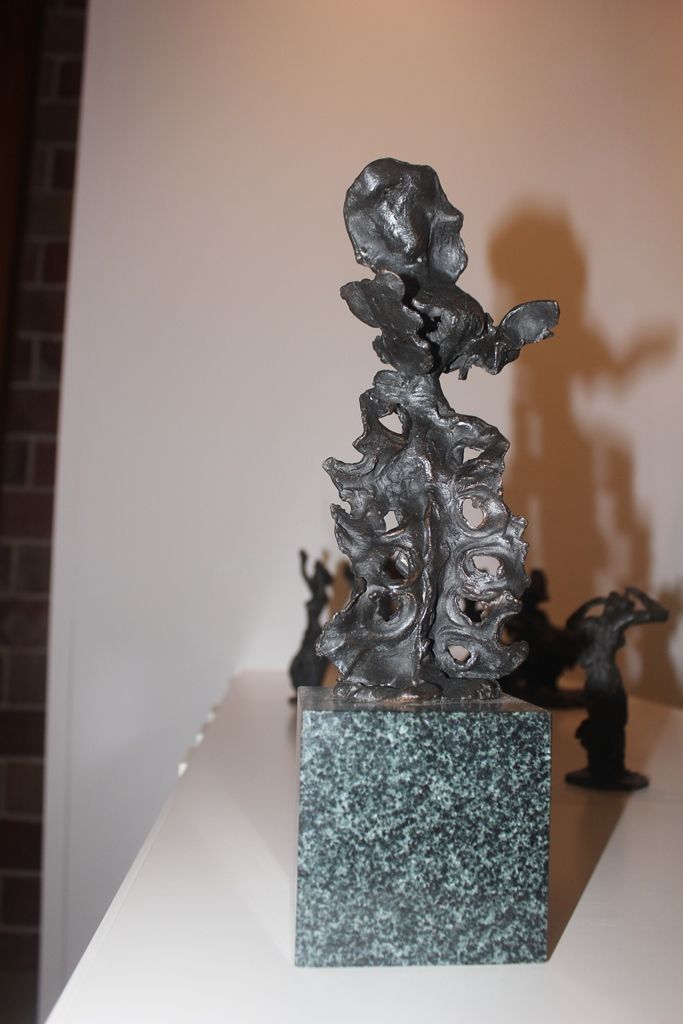
Millepertius 1962,
colección Lluís Bassat

Pretendiendo superar las ideas del modernismo, fundó en 1917, junto con otros artistas como Joan Rebull, Josep Granyer y Josep Viladomat, el grupo de Los Evolucionistas.
En 1921, se estableció en París, donde tomó contacto con los grupos de la vanguardia y con Pablo Picasso. A partir de entonces hace exposiciones tanto en París como en Barcelona, y en 1936 participa en la Bienal de Venecia. Con motivo de la guerra civil española, se establece definitivamente en París.
En 1981 por encargo de la Unesco, realiza la escultura L'Olivier, siendo el galardón del Premio de la Educación por la Paz que otorga anualmente esta organización.
En 1982, se le concede la Medalla de Oro de la Generalidad de Cataluña y al año siguiente la Legión de honor concedida por el gobierno francés.
Desde el año 1982 el Premio Joan Crexells de narrativa entrega una escultura realizada por Fenosa, llamada Atenea.
Muere el 25 de marzo de 1988 en su domicilio de París a los 88 años de edad.

## Obras destacadas
- 1923 Guitarrista
- 1925 Mujer sentada. París
- 1929 Palmira. París
- 1930 Mujer tendida. Barcelona

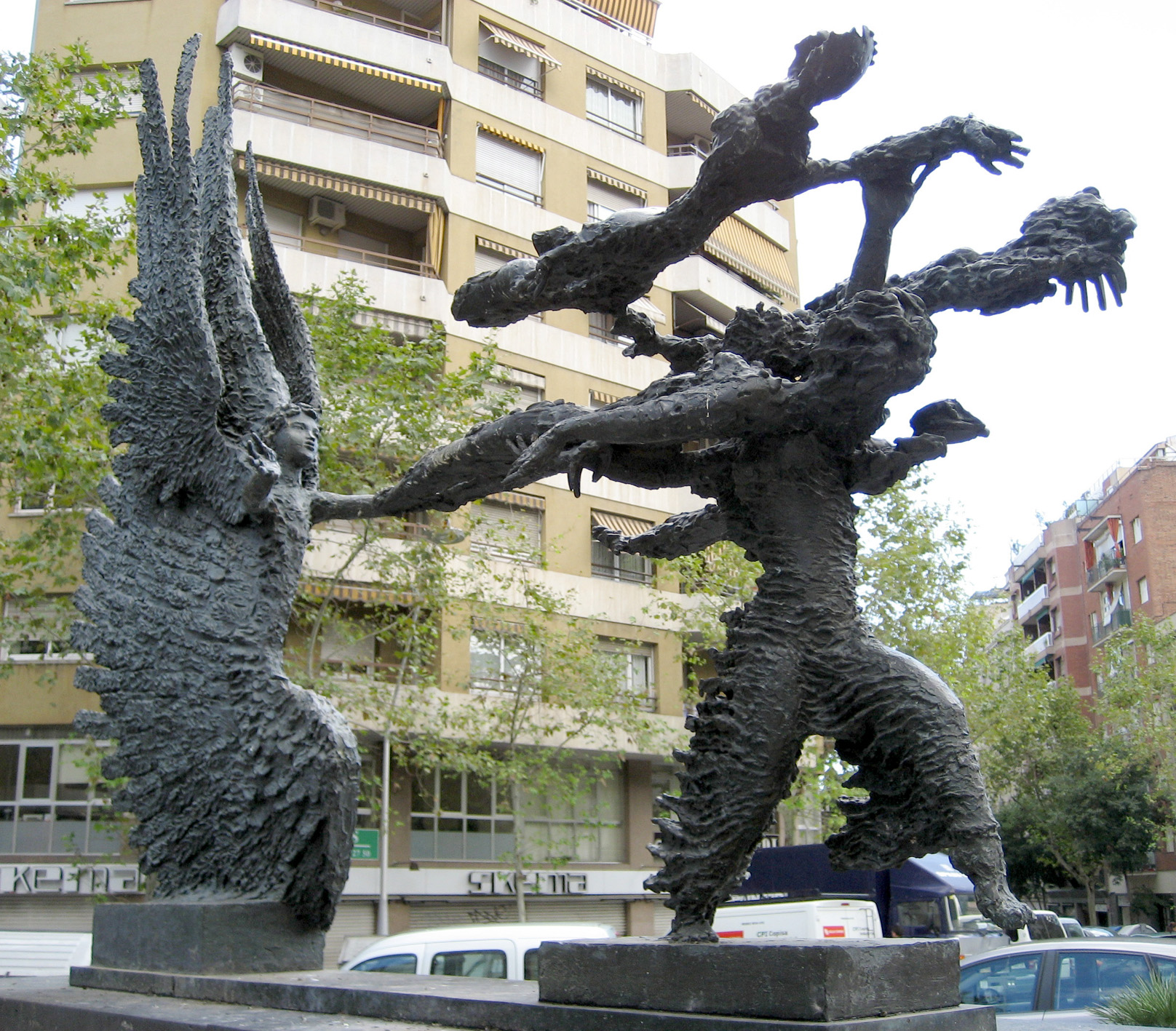
El buen tiempo persiguiendo a la tempestad. Escultura de Apel·les Fenosa en la avenida Gaudí de Barcelona.

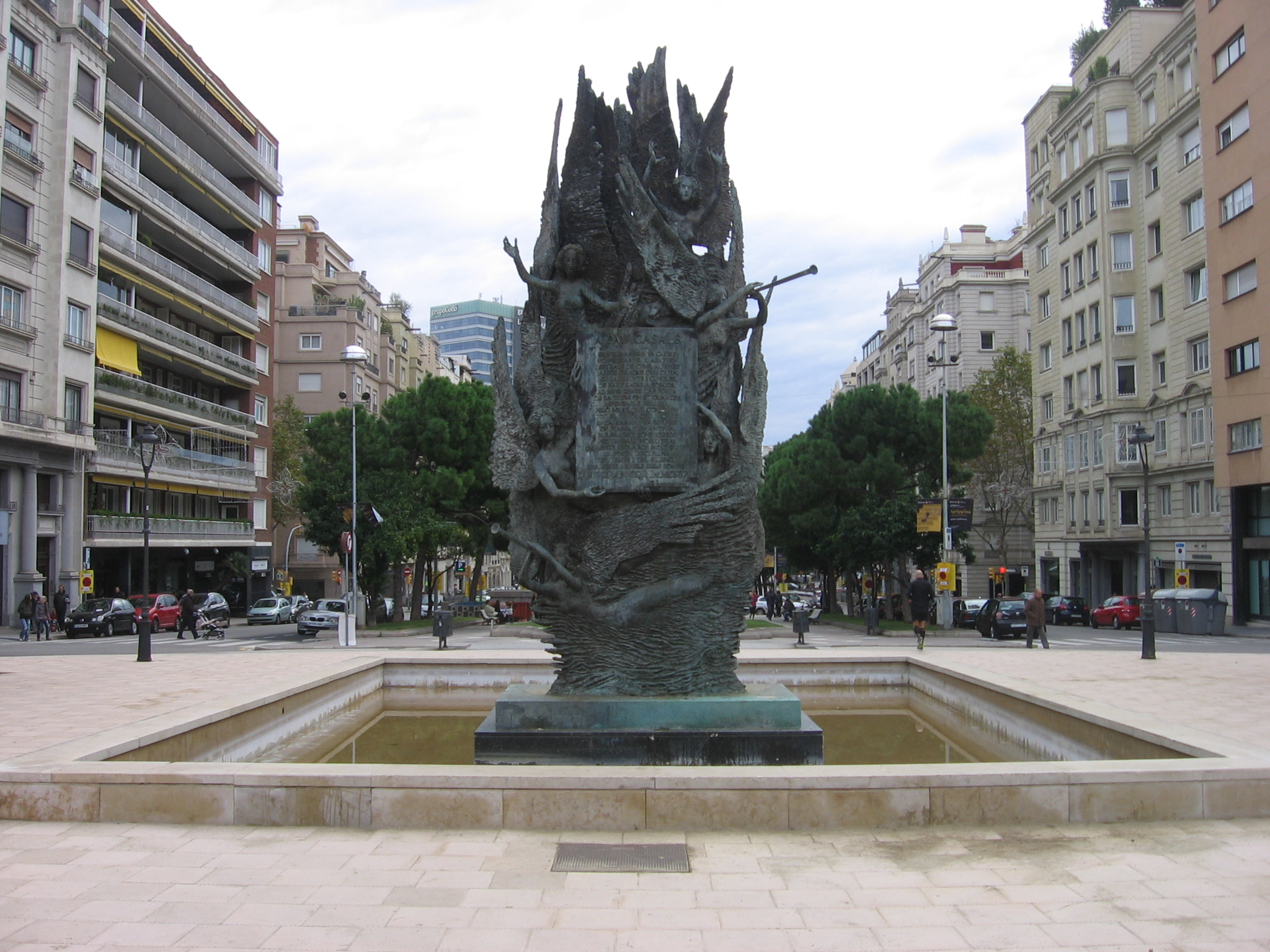
A Pau Casals (1976), avenida de Pau Casals, Barcelona.

- 1931 Muchacha en el balcón. Barcelona
- 1938 Lérida
- 1939 Busto de Jean Cocteau con bufanda
- 1939 Busto de Jean Marais
- 1944 Monumento a los mártires de Oradour-sur-Glane (Francia)
- 1950 Metamorfosis de las hermanas de Faetón. Fundación Apel·les Fenosa, El Vendrell (Tarragona)
- 1951 Ophelia. Fundación Apel·les Fenosa, El Vendrell (Tarragona)
- 1957 Cristo. Iglesia del Christ-Roi, Friburgo (Suiza)
- 1957 Tempestad perseguida por el Buen Tiempo
- 1961 Mujer con los brazos alzados. Fundación Apel·les Fenosa, El Vendrell (Tarragona)
- 1966 Busto de Nicole con sombrero
- 1970 La Primera. Fundación Apel·les Fenosa, El Vendrell (Tarragona)
- 1971 Orlando furioso. Fundación Apel·les Fenosa, El Vendrell (Tarragona) y complejo Antígona, Montpellier (Francia)
- 1972 Polyphème. Dôle (Francia)
- 1973 Primavera. Fundación Apel·les Fenosa, El Vendrell (Tarragona)
- 1973 Sphinx. Consejo Constitucional de París
- 1977 Monumento a Pau Casals. Turó Park, Barcelona
- 1977 Relieve de Sant Jordi. Centro de Estudios Catalanes de París
- 1978 El Buen Tiempo persiguiendo a la Tempestad. Avenida Gaudí, Barcelona y La Défense, París

## Enlaces externos

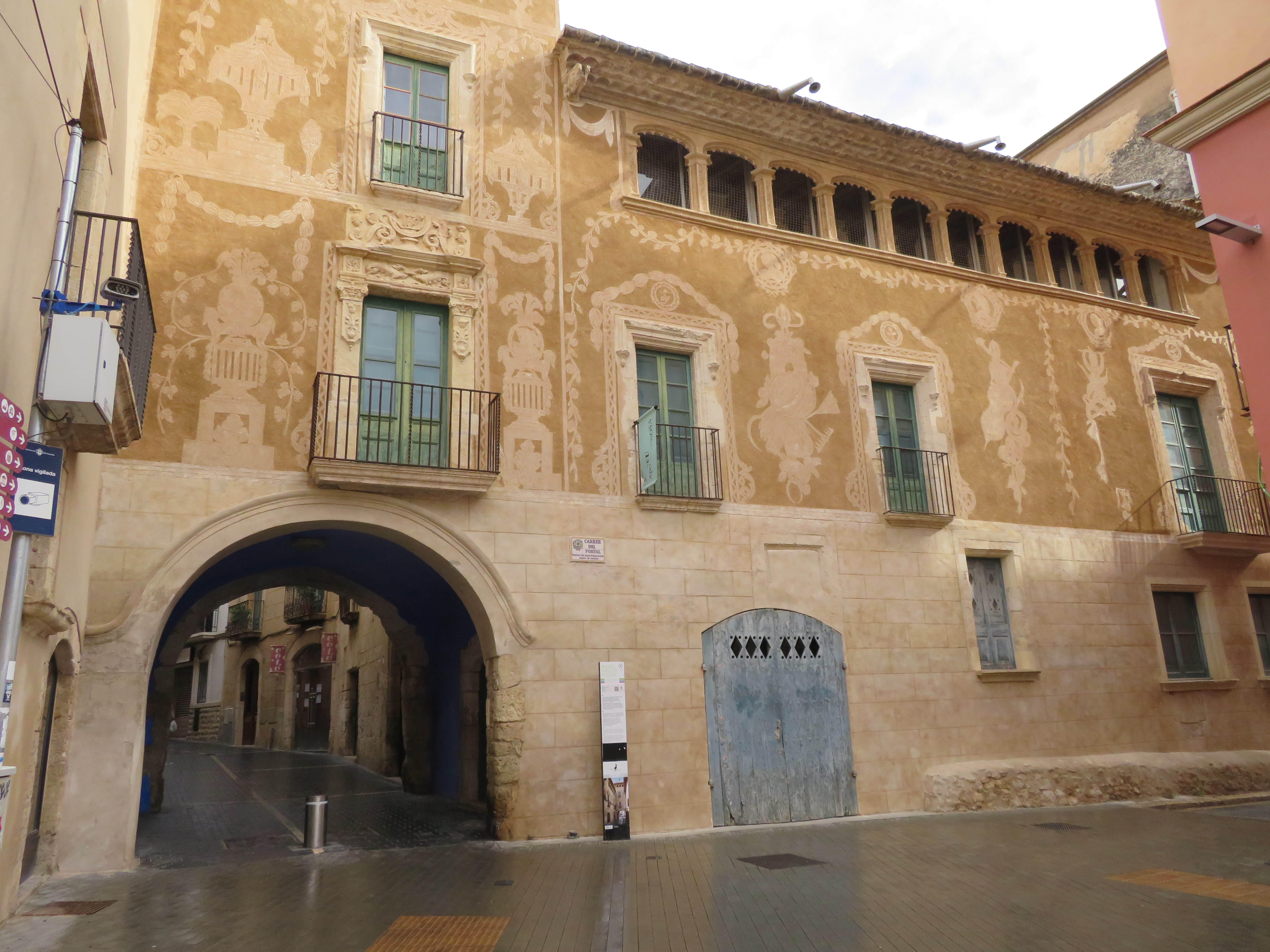
Casa, Museo y Fundación del escultor Apel-les Fenosa en El Vendrell